# Ocupació britànica d'Egipte
La història d'Egipte sota els britànics dura des de 1882, quan va ser ocupada per forces britàniques durant la guerra anglo-egípcia, fins al 1956, quan les últimes forces britàniques es van retirar d'acord amb l'acord anglo-egipci de 1954 després de la crisi de Suez. El primer període de domini britànic (1882–1914) és sovint anomenat "protectorat velat". Durant aquest temps, el Khedivate d'Egipte va romandre una província autònoma de l'Imperi Otomà i l'ocupació britànica no tenia cap base legal, sinó que constituïa un protectorat de facto sobre el país. Aquest estat de coses va durar fins que l'Imperi Otomà es va unir a la Primera Guerra Mundial del costat de les potències centrals el novembre de 1914 i Gran Bretanya va declarar unilateralment un protectorat sobre Egipte. El khedive governant va ser deposat i el seu successor, Hussein Kamel, va obligar a declarar-se Sultan d'Egipte independent dels otomans el desembre de 1914.
El protectorat formal sobre Egipte no va superar la guerra per molt temps. Es va acabar amb la Declaració Unilateral d'Independència Egipcia el 28 de febrer de 1922. Poc després, el sultà Fuad I es va declarar rei d'Egipte, però l'ocupació britànica va continuar, d'acord amb diverses clàusules de reserva en la declaració d'independència. La situació es normalitzà en el tractat anglo-egipci de 1936, que concedí a Gran Bretanya el dret d'estacionar tropes a Egipte per a la defensa del canal de Suez, la seva vinculació amb l'Imperi de l'Índia. Gran Bretanya també va continuar controlant l'entrenament de l'exèrcit egipci. Durant la Segona Guerra Mundial (1939–45), Egipte va ser atacat per part de la Líbia italiana a causa de la presència britànica, tot i que el mateix Egipte va romandre neutral fins tard a la guerra. Després de la guerra, Egipte va intentar modificar el tractat, però va ser abrogat íntegrament per un govern anti-britànic a l'octubre de 1951. Després del cop d'estat de 1952, els britànics van acceptar retirar les seves tropes i el juny de 1956 ho havien fet.. La Gran Bretanya va anar a la guerra contra Egipte pel canal de Suez a finals del 1956, però amb un suport internacional insuficient es va veure obligat a retrocedir.

## Protectorat dissimulat (1882–1913)
Al llarg del segle xix, la dinastia governant d'Egipte havia gastat grans sumes de diners en el desenvolupament infraestructural d'Egipte prestat per banquers de Londres, París i altres centres financers, i els europeus van perdonar el deute d'Egipte a canvi de prendre el control del canal de Suez i van reorientar el desenvolupament econòmic cap a la plusvàlua. D'acord amb el seu propi origen militar i estranger, el desenvolupament econòmic de la dinastia es va orientar gairebé íntegrament cap a objectius militars de doble ús. En conseqüència, malgrat les grans sumes de capital europeu i d'altres estrangers, la producció econòmica real i els ingressos resultants eren insuficients per amortitzar els préstecs. En conseqüència, el país es va concentrar en la dissolució i la implosió econòmica. Al seu torn, les finances europees i estrangeres van prendre el control del tresor d'Egipte, van perdonar el deute a canvi de prendre el control del canal de Suez i van reorientar el desenvolupament econòmic cap a la plusvàlua.
No obstant això, el 1882, l'oposició nacionalista islàmica i àrab a la influència i assentament europeus a l'Orient Mitjà va provocar una tensió creixent entre els nadius notables, especialment a Egipte, que fins ara era el país més àrab, el més influent i el més influent dels països àrabs. L'oposició més perillosa durant aquest període provenia de l'exèrcit egipci, que va veure la reorientació del desenvolupament econòmic allunyat del seu control com una amenaça per als seus privilegis.
Una gran manifestació militar el setembre de 1881 va obligar el kediv Tewfik Paixà a destituir el seu primer ministre i governar per decret. Molts dels europeus es van retirar a quarters especialment dissenyats adequats per a la defensa o ciutats fortament assentades a Europa, com Alexandria. En conseqüència, a l'abril de 1882, França i Gran Bretanya van enviar vaixells de guerra a Alexandria per reforçar el kediv enmig d'un clima turbulent i protegir les vides i propietats europees. Al seu torn, els nacionalistes egipcis van estendre la por a la invasió arreu del país per reforçar l'acció revolucionària islàmica i àrab. Tawfiq es va traslladar a Alexandria per por a la seva pròpia seguretat, ja que els oficials de l'exèrcit dirigits per Ahmed Urabi van començar a prendre el control del govern. Al juny, Egipte estava en mans de nacionalistes contraris a la dominació europea del país i el nou govern revolucionari va començar a nacionalitzar tots els actius a Egipte. La violència antieuropea esclatà a Alexandria, provocant un bombardeig naval britànic de la ciutat. Tement la intervenció de potències externes o la presa del canal per part dels egipcis, juntament amb una revolució islàmica al Raj Britànic, els britànics van dirigir una força expedicionària anglo-índia als dos extrems del canal de Suez l'agost de 1882. Simultàniament, Les forces franceses van desembarcar a Alexandria i a l'extrem nord del canal. Tots dos es van unir i es van maniobrar per trobar-se amb l'exèrcit egipci. L'exèrcit combinat anglo-francès-indi va derrotar fàcilment l'exèrcit egipci a la batalla de Tel el-Kebir al setembre i va prendre el control del país tornant a controlar Tawfiq amb un protectorat.

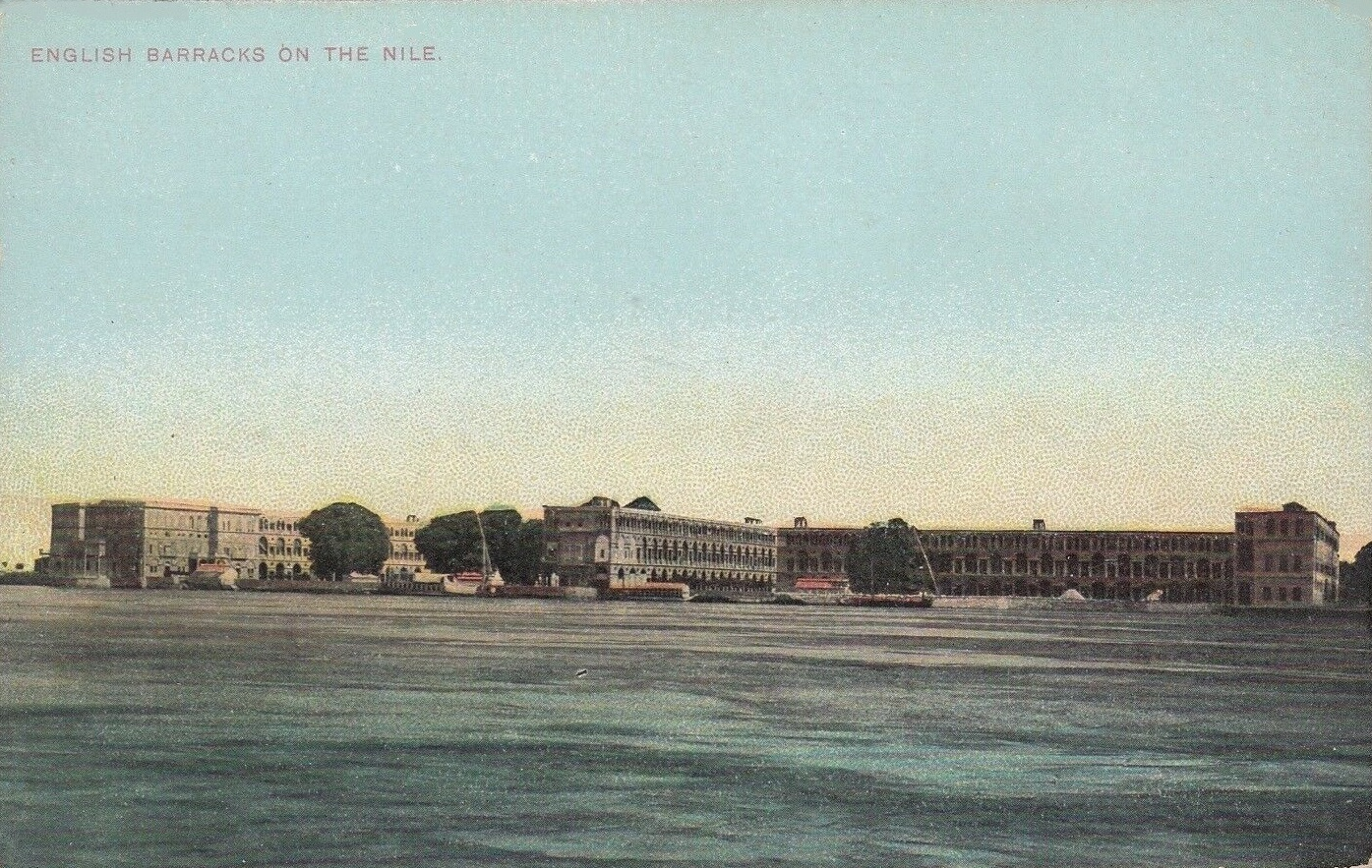
Casernes britàniques al Nil

El propòsit de la invasió havia estat restablir l'estabilitat política a Egipte sota un govern del kediv i els controls internacionals que havien existit per agilitzar el finançament egipci des de 1876. És poc probable que els britànics esperessin des del principi una ocupació a llarg termini; No obstant això, Lord Cromer, representant cap de Gran Bretanya a Egipte en l'època, vista reformes financeres d'Egipte com a part d'un objectiu a llarg termini. Cromer va opinar que l'estabilitat política necessitava estabilitat financera i va emprendre un programa d'inversions a llarg termini en les fonts de ingressos agrícoles d'Egipte, el més gran dels quals era el cotó. Per aconseguir-ho, Cromer va treballar per millorar el sistema de reg del Nil mitjançant múltiples grans projectes, com ara la construcció de la presa d'Aswan, el barranc del Nil i l'augment de canals a l'abast dels terrenys agrícoles.
Amb el govern egipci bàsicament sota control britànic, les potències europees estaven atents als problemes a Sudan on el cap religiós sudanès Muhàmmad Àhmad s'havia autoproclamat el Mahdí ("Guia") de l'Islam, i a les forces del Jedivat d'Egipte, a les quals més tard es van unir les forces britàniques. A l'estiu de 1883, un exèrcit egipci fou enviat a Khartum però va caure el gener de 1885, després d'un setge de 313 dies. Muhàmmad Àhmad va morir al poc temps de la seva victòria i fou succeït pel Califa Abdullahi, qui va demostrar ser un hàbil governant. Entre 1886 i 1889, es va enviar una expedició britànica dirigida per Henry Morton Stanley per a auxiliar Emin Paixà, el governador egipci d'Equatòria i es va obrir pas a través de l'Àfrica Central. El governador va ser rescatat, però l'expedició no va quedar lliure de problemes, com la pèrdua de la seva columna de rereguarda. El 1898 els britànics van decidir reassegurar les reclamacions d'Egipte sobre el Sudan. Es va organitzar una expedició a Egipte comandada per Horatio Herbert Kitchener que va derrotar els revoltats a la batalla d'Omdurman.
En 1904 per l'Entente Cordiale, a canvi que els francesos prometessin no obstruir l'Ocupació britànica d'Egipte, els britànics van concedir la preeminència francesa al Marroc que el 1912 pel tractat de Fes va establir el Protectorat francès del Marroc després de l'Incident d'Agadir de 1911. Es va garantir el lliure pas pel canal de Suez, posant finalment en vigor la Convenció de Constantinoble, i es va prohibir l'aixecament de fortificacions en part de la costa marroquina. El tractat contenia un annex secret que tractava de la possibilitat de "canviar les circumstàncies" en l'administració de qualsevol dels dos països.

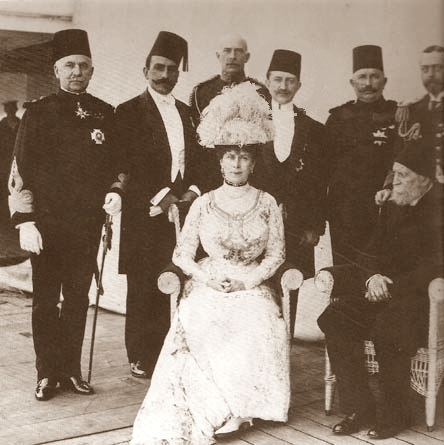
Reunió de la reialesa egípcia, turca i britànica el 1911. La reina Maria asseguda i el rei Jordi V situat totalment a la dreta

El 1906 l'incident de Denshawai va provocar un qüestionament del domini britànic a Egipte. Això fou explotat per l'Imperi Alemany que va començar a reorganitzar, finançar i ampliar els moviments nacionalistes revolucionaris anti-britànics. Durant el primer quart del segle xx, l'objectiu principal de la Gran Bretanya a Egipte va ser penetrar en aquests grups, neutralitzar-los, i intentar formar grups nacionalistes més pro-britànics amb els quals aconseguir un control addicional. No obstant això, després de la fi de la Primera Guerra Mundial, les autoritats colonials britàniques van intentar legitimar els seus opositors menys radicals amb l'entrada a la Lliga de les Nacions, inclòs el tractat de pau de Versalles. Així, el partit Wafd va ser convidat i va prometre la seva total independència en els pròxims anys. L'ocupació britànica va acabar nominalment amb la declaració d'independència egípcia del Regne Unit del 1922, però la dominació militar britànica d'Egipte va durar fins al 1936.
Durant l'ocupació britànica i posterior control, Egipte es va convertir en una destinació comercial i comercial regional. Immigrants de zones menys estables de la regió, inclosos grecs, jueus i armenis, van començar a fluir cap a Egipte. El nombre d'estrangers al país va passar de 10.000 a la dècada de 1840 a uns 90.000 a la dècada de 1880, i més d'1,5 milions a la dècada de 1930.

## Protectorat formal (1914–22)
El 1914 com a resultat de la declaració de guerra amb l'Imperi Otomà, del qual Egipte formava part nominalment, Gran Bretanya va declarar un Protectorat sobre Egipte i va deposar el Khedive, substituint-lo per un membre de la família que va ser convertit en Sultan d'Egipte pels britànics. Un grup conegut com a Delegació Wafd va assistir a la Conferència de pau de París de 1919 per exigir la independència d'Egipte. Va incloure al grup el líder polític, Saad Zaghlul, que després seria el primer ministre. Quan el grup va ser arrestat i deportat a l'illa de Malta, es va produir un enorme aixecament a Egipte.

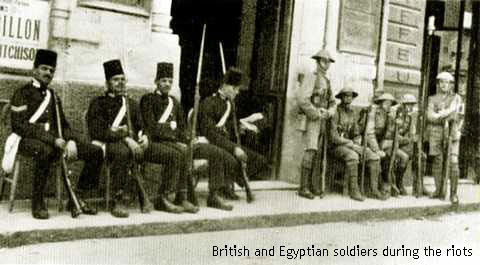
Soldats egipcis i britànics en espera durant els motins del 1919

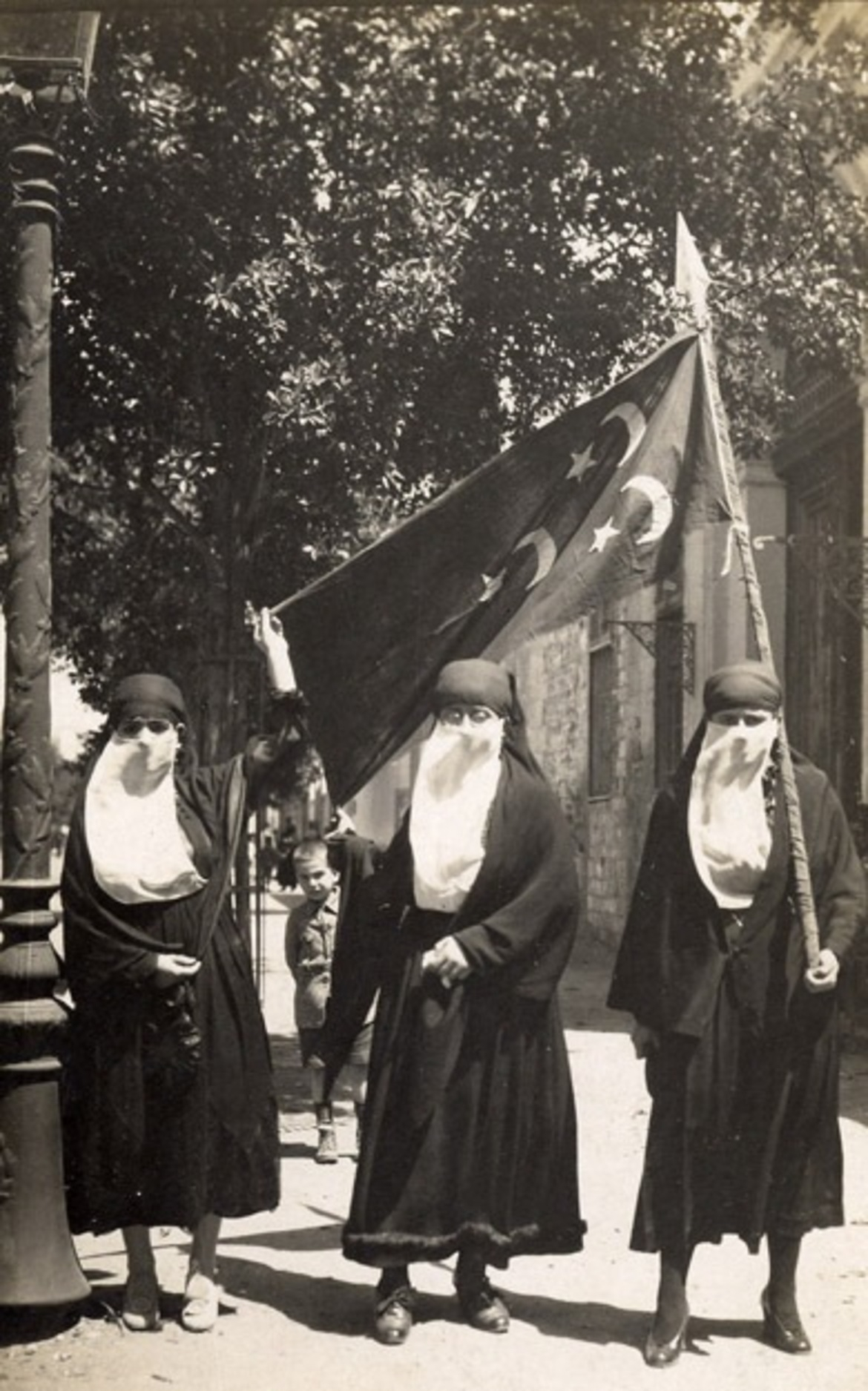
Dones nacionalistes que es manifestaven al Caire el 1919

Després de la Primera Guerra Mundial, el gran exèrcit imperial britànic a Egipte, que era el centre de les operacions contra l'Imperi Otomà, es va reduir ràpidament amb la desmobilització i la reestructuració de les guarnicions. Lliure de la gran presència militar britànica, els incipients moviments revolucionaris amb el suport alemany van poder llançar les seves operacions amb més eficàcia.
En conseqüència, de març a abril de 1919, hi va haver manifestacions massives que es van convertir en revoltes. Això es coneix a Egipte com la Revolució de 1919. Les manifestacions gairebé quotidianes i els disturbis van continuar a tot Egipte durant la resta de la primavera. Per a sorpresa de les autoritats britàniques, també van demostrar les dones egípcies, dirigides per Huda Sha'rawi (1879-1947), que es convertirien en la primera veu feminista a Egipte a la primera meitat del segle xx. La primera manifestació de dones es va celebrar el diumenge 16 de març de 1919 i la va seguir una altra el dijous 20 de març de 1919. Les dones egípcies seguirien jugant un paper nacionalista important i cada vegada més públic durant la primavera i l'estiu de 1919 i més enllà. Els disturbis anticolonials i la seva supressió britànica van provocar la mort d'unes 800 persones.
El novembre de 1919, la Comissió Milner va ser enviada a Egipte pels britànics per intentar resoldre la situació. El 1920, Lord Milner va enviar el seu informe a Lord Curzon, el secretari britànic d'Afers Exteriors, recomanant que el protectorat fos substituït per un tractat d'aliança. Com a resultat, Curzon va acceptar rebre una missió egípcia encapçalada per Zaghlul i Adli Pasha per discutir les propostes. La missió va arribar a Londres el juny de 1920 i l'acord es va concloure l'agost de 1920. El febrer de 1921, el Parlament britànic va aprovar l'acord i es va demanar a Egipte que envies una altra missió a Londres amb plenes facultats per concloure un tractat definitiu. Adli Pasha va dirigir aquesta missió, que va arribar el juny de 1921. Tot i això, els delegats del Domini a la Conferència Imperial del 1921 havien destacat la importància de mantenir el control sobre la zona del canal de Suez i Curzon no podia persuadir els seus companys del gabinet perquè acceptessin cap termini que Adli Pasha estava disposat a acceptar. La missió va tornar a Egipte en disgust.

## Ocupació continuada (1922–56)
El desembre de 1921, les autoritats britàniques al Caire van imposar la llei marcial i van tornar a deportar Zaghlul. Les manifestacions van tornar a provocar violència. En referència al creixent nacionalisme i al suggeriment de l'Alt Comissari, Lord Allenby, el Regne Unit va declarar unilateralment la independència egípcia el 28 de febrer de 1922, abolint el protectorat i establint un Regne d'Egipte independent. Sarwat Pasha es va convertir en primer ministre. La influència britànica va continuar dominant la vida política d'Egipte i va fomentar reformes fiscals, administratives i governamentals. Gran Bretanya va mantenir el control de la protecció exterior de la zona del Canal, el Sudan i Egipte; protecció d'estrangers i tribunals separats per a estrangers; les forces policials, l'exèrcit, els ferrocarrils i les comunicacions. Les tropes britàniques estaven estacionades a ciutats i ciutats.
El rei Fuad va morir el 1936 i Farouk va heretar el tron als setze anys. Alarmat per la recent invasió d'Itàlia a Itàlia, va signar el tractat anglo-egipci, exigint a la Gran Bretanya la retirada de totes les tropes d'Egipte, excepte al canal de Suez (acordat ser evacuat per al 1949).
Durant la Segona Guerra Mundial, les tropes britàniques van utilitzar Egipte com a base per a operacions aliades a tota la regió.
Les tropes britàniques van ser retirades a la zona del canal de Suez el 1947, però els sentiments nacionalistes i anti-britànics van continuar creixent després de la guerra. El cop de 1952 va enderrocar la monarquia egípcia i va establir la moderna República d'Egipte. Les darreres tropes britàniques van deixar Egipte el juny de 1956 segons l'Acord anglo-egipci de 1954, tornant breument durant la crisi de Suez.

## Llengües
Durant el període de la colonització britànica, el francès fou en realitat la llengua franca que s'utilitzava entre estrangers i entre estrangers i egipcis; Els tribunals civils mixtes i egipcis civils operaven en francès, i els avisos governamentals de la família reial, informació de l'estació de taxis, horaris dels trens i altres documents legals es van publicar en francès. Això va ser degut en part al fet que molts egipcis benestants van rebre la seva formació en francès, però també a causa de la prestigiosa condició de la llengua francesa internacionalment.
Malgrat els esforços del personal jurídic britànic, l'anglès mai no es va adoptar com a idioma dels tribunals civils egipcis durant el període d'influència britànica.

## Comunitat estrangera
Els estrangers jutjats per delictes civils assistien a tribunals mixtes entre egipcis i estrangers; aquests tribunals utilitzaven la llengua francesa com a mitjà del procés. Els tribunals operats per ambaixades i consolats van jutjar els seus respectius ciutadans en matèria penal.